# Friedrich Wilhelm von Brünneck
Friedrich Wilhelm von Brünneck (né le 12 février 1785 à Potsdam et mort le 6 mars 1859 à Berlin) est un général d'infanterie prussien.

## Biographie

### Origine
Ses parents sont le maréchal prussien Wilhelm Magnus von Brünneck (1727-1817) et sa première épouse Charlotte Sophie Wilhelmine, née von Pannewitz (1756-1796).

### Carrière
Brünneck rejoint le 1er janvier 1800 en tant que caporal privé la 1re brigade de fusiliers de Prusse-Orientale de l'armée prussienne et est transférée au régiment de la Garde le 1er avril 1801. Là, il est promu sous-lieutenant au début de mars 1805. En 1806, il devient adjudant régimentaire et participe aux batailles d'Auerstedt et de Nordhausen pendant la Guerre de la Quatrième Coalition avant que Brünneck ne soit fait prisonnier près de Prenzlau. Il est cependant échangé et rejoint la brigade de Zieten le 26 avril 1807. Il participe ensuite aux batailles d'Heilsberg et de Königsberg. Le 10 août 1807, il est regroupé dans le régiment de dragons « Zieten ».
Après la paix de Tilsit, Brünneck est regroupé dans le régiment à pied de la Garde le 11 février 1808 et enrôlé le 15 février 1808. Le 24 décembre 1810, il est promu premier lieutenant. En tant que capitaine d'état-major, Brünneck devient adjudant du général von Blücher le 22 août 1811. Après son départ, il rejoint le 3 octobre 1811 le maréchal Kalckreuth comme adjudant et le 5 mars 1813, Brünneck revient comme adjudant du général Blücher, désormais de retour dans l'armée. Là, il est promu capitaine le 13 juin 1813. Pendant les guerres napoléoniennes, Brünneck combat à Lützen, Katzbach, Leipzig, Bautzen, La Rothière, Laon, Arcis-sur-Aube, Paris, Ligny, Waterloo. Il participe également à la traversée de Wartenburg et aux batailles d'Haynau, Löwenberg, Champaubert, Brienne et La Fère-Champenoise. Brünneck reçoit la croix de fer de 2e classe pour Haynau le 27 juin 1813 et le 13 avril 1814 la croix de 1re classe pour Paris. Il est également promu major le 1er mai 1814 et lieutenant-colonel le 2 novembre 1815.
Après la guerre, Brünneck est regroupé le 28 janvier 1816 dans le 13e régiment d'infanterie. Le 30 mars 1817, il est transféré comme commandant de bataillon à la 4e régiment d'infanterie. Avant cela, il est nommé commandant le 21 juillet 1822 du 32e régiment d'infanterie. Il y devient colonel le 30 mars 1823, reçoit la croix du Service en 1825 et l'ordre de l'Aigle rouge de 3e classe le 18 janvier 1827. Le 30 mars 1832, il est nommé commandant du 13e brigade de Landwehr et devient deux ans plus tard la 1re brigade d'infanterie (de). Le 30 mars 1834, il est promu major général et à ce titre le 30 mars 1839 il est nommé 1er commandant de Cologne (de). Le 30 mars 1840, il est chargé de diriger la 3e division d'infanterie à Stettin et le 10 septembre 1840, il est nommé commandant de cette grande unité. Le 7 avril 1842, il est promu lieutenant général et le 16 septembre 1845, il reçoit l'ordre de l'Aigle rouge, 1re classe avec feuilles de chêne. Le 13 mai 1848, Brünneck est chargé de diriger le 5e corps d'armée à Posen. En raison de sa mauvaise santé, Brünneck demande son congé, qui lui est accordé le 12 juin 1851, lui conférant le statut de général d'infanterie avec la pension légale. Il décède le 6 mars 1859 à Berlin et est enterré le 7 mars 1859 dans la crypte familiale de Trebnitz.

### Famille
Le 20 août 1817, Brünneck se marie avec la baronne Friederike Henriette Luise Charlotte von Haxthausen (née en 1797 et morte le 24 septembre 1821) à Paderborn. Le mariage donne naissance à la fille Wilhelmine Amalie Anna (née le 21 mai 1818 et morte le 22 avril 1840). Après la mort de sa première femme, il se marie avec Adelheid Luise Sophie von Haugwitz (née le 18 juillet 1801 et morte le 12 mars 1839) le 18 juillet 1825 à Hermsdorf (arrondissement de Görlitz). Le couple a deux fils :
- Wilhelm Agnus Albrecht (né le 12 avril 1827 et mort le 2 avril 1884), sous-lieutenant du 2e régiment de cuirassiers
- Otto Ernst Hermann (né le 22 octobre 1835 et mort en 1906), colonel